# Nguyên Xuân Hùng
Pour les articles homonymes, voir Xuân.
Nguyên Xuân Hùng est l'auteur de 30 contes du Viêt-nam. Il est né à Nha-trang, au Viêt-nam, en 1942. Très tôt passionné par le voyage, il entreprend à 16 ans un périple à bicyclette, depuis sa ville natale jusqu'au delta du Mékong, en passant par les Hauts-Plateaux. C'était une véritable aventure pour l'époque, le pays était en guerre, les routes peu sûres, traversant les forêts tropicales.
Ses études le conduisirent ensuite en France, où il commence, muni de ses diplômes, une carrière dans l'informatique. Ses deux enfants, nés en France, lui posent souvent des questions sur leur identité; c'est à eux que s'adressent les 30 contes du Viêt-nam, mais aussi aux nombreux autres jeunes vietnamiens nés hors de leurs pays.